# مایکل بروس
مایکل بروس (انگلیسی: Michael Bruce؛ زادهٔ ۱۶ مارس ۱۹۴۸) گیتارنواز، ترانه‌پرداز، موسیقی‌دان و خواننده اهل ایالات متحده آمریکا است. وی از سال ۱۹۶۵ میلادی تاکنون مشغول فعالیت بوده است.